# Nationaal park Kent Group
Het Nationaal park Kent Group is een nationaal park ten noordoosten van Tasmanië (Australië) gelegen in de Straat Bass en bestaat uit een groep van zes eilanden. Het heeft een oppervlakte van 16500 hectare, waarvan 2374 hectare land. Het park ontleent zijn naam aan de Kent Group eilanden, die op hun beurt zijn vernoemd naar kapitein William Kent, die 1798 langs de eilanden voer.
Het grootste eiland in de groep is Deal Island; de andere eilanden zijn van groot naar klein: Erith Island, Dover Island, North East Isle, South West Isle en Judgement Rocks. De eilanden bestaan voornamelijk uit een granieten rotsbodem met een al dan niet versteende zandbodem en duinen. Het hoogste punt bevindt zich op het grootste eiland en ligt 305 meter boven zeeniveau.
Het park kent nauwelijks faciliteiten. Er is op Dover Island een reddingshut en op Deal Island staat een vuurtoren en is er een museum. Vanwege de fragiele natuur wordt kamperen in het park afgeraden. Rondom de eilanden liggen verschillende scheepswrakken.
Ben Lomond · 
Cradle Mountain-Lake St Clair · 
Douglas-Apsley · 
Franklin-Gordon Wild Rivers · 
Freycinet · 
Hartz Mountains · 
Kent Group · 
Maria Island · 
Mole Creek Karst · 
Mount Field · 
Mount William · 
Narawntapu · 
Rocky Cape · 
Savage River · 
South Bruny · 
Southwest · 
Strzelecki · 
Tasman · 
Walls of Jerusalem
Nationale parken in: AUS · NSW · NT · QLD · SA · TAS · VIC · WA